# Carl Clewing
Carl Clewing, nato Theodor Rudolph Carl Clewing (Schwerin, 22 aprile 1884 – Badenweiler, 15 maggio 1954), è stato un cantante, attore, insegnante di musica e compositore tedesco.
Nel 1925 è il protagonista della prima assoluta di Paganini di Franz Lehár diretto dal compositore a Vienna.

## Filmografia
- Der fremde Vogel, regia di Urban Gad (1911)
- Der Thronfolger, regia di Emil Albes (1913)
- Ein Sommernachtstraum in unserer Zeit, regia di Stellan Rye (1914)
- Der Flug in die Sonne, regia di Stellan Rye (1914)
- Kein schön'rer Tod, regia di Emil Albes (1914)
- Der Ring des schwedischen Reiters, regia di Stellan Rye (1914)
- Die Richterin, regia di Paul von Woringen (1917)
- Sumurun, regia di Ernst Lubitsch (1920)
- Whitechapel, regia di Ewald André Dupont (1920)
- Das Floss der Toten, regia di Carl Boese (1921)